# Etnisk udrensning
Etnisk udrensning er et samlet begreb for forskellige aktiviteter med det primære formål at sikre en udrensning af uønskede etniske grupper og enkeltpersoner i et givet område. Etnisk udrensning kan foregå relativt skjult i form af ikke-åbenlys modarbejdelse eller manglende samarbejde med den eller de pågældende grupper og enkeltpersoner fra de pågældende grupper. Aktiviteterne kan også foregå åbent i form at deportationer af de pågældende personer, eller det kan foregå som decideret henrettelse og drab af de pågældende, herunder i form af folkedrab.

## Etnisk udrensning under2. verdenskrig
Det nazistiske styre dræbte ca. 6 millioner jøder, samt homoseksuelle, handicappede, politiske modstandere m.fl. Det var især Schutzstaffel, (SS), der foretog disse udrensninger. Ved afslutningen af 2. verdenskrig og i årene derefter skete omvendt en etnisk udrensning af tyskere, da millioner af tyskere blev fordrevet fra det østeuropæiske område.
Stalin udslettede folkegrupper ved under umenneskelige forhold at deportere dem, som havde pådraget sig hans mistillid. Ofrene kan tælles i millioner, og langt de fleste var uskyldige i det, de blev straffet for. Millioner deporteredes til fjerne egne af Sibirien i Gulaglejrene, hvor de blev indespærret under uhyggelige forhold og døde af kulde og sult.
| Folkeslag | Spire Denne artikel om folkeslag eller etnografi er en spire som bør udbygges. Du er velkommen til at hjælpe Wikipedia ved at udvide den. |